# 图里乌巴
图里乌巴是巴西圣保罗州的一个市镇。总面积153.085平方公里，总人口1947人，人口密度12.7人/平方公里。